# Torneo Interbritannico 1969
Il Torneo Interbritannico 1969 fu la settantatreesima edizione del torneo di calcio conteso tra le Home Nations dell'arcipelago britannico. Il torneo fu vinto dall'Inghilterra. 

## Risultati
| Data           | Luogo   | Squadra 1        | Risultato | Squadra 2        |
| -------------- | ------- | ---------------- | --------- | ---------------- |
| 3 maggio 1969  | Wrexham | Galles           | 3 - 5     | Scozia           |
| 3 maggio 1969  | Belfast | Irlanda del Nord | 1 - 3     | Inghilterra      |
| 6 maggio 1969  | Glasgow | Scozia           | 1 - 1     | Irlanda del Nord |
| 7 maggio 1969  | Londra  | Inghilterra      | 2 - 1     | Galles           |
| 10 maggio 1969 | Belfast | Irlanda del Nord | 0 - 0     | Galles           |
| 10 maggio 1969 | Londra  | Inghilterra      | 4 - 1     | Scozia           |

## Classifica
| Pos | Squadra          | Pti | G | V | N | P | GF | GS |
| --- | ---------------- | --- | - | - | - | - | -- | -- |
| 1   | Inghilterra      | 6   | 3 | 3 | 0 | 0 | 9  | 3  |
| 2   | Scozia           | 3   | 3 | 1 | 1 | 1 | 7  | 8  |
| 3   | Irlanda del Nord | 2   | 3 | 0 | 2 | 1 | 2  | 4  |
| 4   | Galles           | 1   | 3 | 0 | 1 | 2 | 4  | 7  |